# Tasia Valenza
Tasia Valenza (nacida el 5 de abril de 1967 en la ciudad de Nueva York) es una actriz estadounidense que más recientemente ha encontrado aclamación como una actriz de voz.

## Televisión
En la primera parte de su carrera, Valenza desempeñó el papel de Dottie Thornton en All My Children desde 1982 a 1986, obteniendo una nominación al Daytime Emmy por su trabajo. Ella también salió en una aparición como estrella invitada en la quinta temporada de The A-Team, como una vulcana en Star Trek: The Next Generation episodio "Coming of Age", y un papel recurrente como la teniente Winslow en Space: Above & Beyond. Ella también interpretó a Jodie Abramovitz en la serie dramática de Aaron Spelling The Heights.

## Actuación de voz
Tasia ha aparecido en muchos videojuegos en su versión original en inglés en los últimos años, incluyendo:
- Hiedra Venenosa en Batman: Arkham City
- Artemisa en Dissidia Final Fantasy y Dissidia 012 Final Fantasy
- Hiedra Venenosa y Martha Wayne en Batman: Arkham Asylum
- Sniper Wolf en Metal Gear Solid (como Julie Monroe)
- Yelena Shabayev en Battlezone II: Combat Commander
- Raven en Arcanum: Of Steamworks and Magick Obscura
- Reginleif en Age of Mythology
- Amelia Black en Age of Empires III
- Valara en Baten Kaitos Origins
- Spider-Woman en Marvel Ultimate Alliance
- Leila en Vampire Hunter D
- Gabriella en Danger Rangers
- Shaak Ti en The Clone Wars
- Sophia Hapgood en Indiana Jones y la Máquina Infernal
- USS Shenzhou Computer Voice en Star Trek Discovery

Ella también le ha dado voz a otros dibujos animados tales como Storm Hawks, Ben 10: Ultimate Alien Phineas & Ferb, Duck Dodgers, Ozzy & Drix, Batman: Gotham Knight, Superman y The Wild Thornberrys y What's New Scooby Doo.